# Красный уголок
Красный уголок (уменьш.; ленинский уголок, ленинская комната, красная яранга, ленинская каюта, очаг культуры) в СССР и некоторых странах советского блока — помещение, часть помещения или специальная конструкция (стенд), в каком-либо предприятии или учреждении, отведённые для культовых коммунистических мероприятий (партсобраний, приёма в партию, комсомол, пионеры), а также под нужды агитации и политического просвещения.
Красные уголки возникли в начале 1920-х годов как место для занятий по ликвидации неграмотности; там проводились коллективные чтения газет, беседы на общественно значимые темы. В деревнях аналогичную функцию выполняли избы-читальни. К 1960-м годам красные уголки в большинстве организаций эволюционировали в ленинские комнаты.
Название «красный уголок» происходит от сочетания существительного «уголок» в значении «помещение для проведения занятий» и прилагательного «красный» в значении «относящийся к революционной деятельности». Возможно, также учитывалась смысловая рифма с красным углом, где прежде вешали иконы.
Почти всегда обязательным элементом такого уголка был бюст или портрет Ленина.
Советский термин «красный уголок» не имеет соответствующего эквивалента в западноевропейских языках. Например, на английский он переводится либо наиболее близкими по смыслу recreation room (букв. «комната отдыха»), reading room (букв. «комната для чтения, читальня») либо red corner club (клуб «красный уголок»).